# Галларате
Галларате (итал. Gallarate) — город и коммуна на севере Италии. Расположен в провинции Варезе области Ломбардия.
Население составляет 53 278 человек (на 2017 г.), плотность населения составляет 2540 чел./км2. Занимает площадь 20,98 км2. Почтовый индекс — 21013. Телефонный код — 0331.
Покровителем населённого пункта считается Святой Христофор. Праздник ежегодно празднуется 25 июля.